# Ivanivka (Kubreakî), Veselînove
Ivanivka (în ucraineană Іванівка, în germană Johannestal) este un sat în comuna Kubreakî din raionul Veselînove, regiunea Mîkolaiiv, Ucraina. Satul a fost locuit de germanii pontici.  

## Demografie
Componența lingvistică a localității Ivanivka
     Ucraineană (99,26%)
     Alte limbi (0,74%)
Conform recensământului din 2001, majoritatea populației localității Ivanivka era vorbitoare de ucraineană (99,26%), existând în minoritate și vorbitori de alte limbi.